# Jordnøddesmør
Jordnøddesmør er et smørepålæg af malede jordnødder, ofte med en tilsats af mindre mængder olie, sukker og husholdningssalt. Jordnøddesmør anvendes som pålæg frem for alt i USA, for eksempel sammen med syltetøj i den klassiske peanut butter and jelly sandwich.